# Izrael az 1992. évi nyári olimpiai játékokon
Izrael a spanyolországi Barcelonában megrendezett 1992. évi nyári olimpiai játékok egyik részt vevő nemzete volt. Az országot az olimpián 10 sportágban 30 sportoló képviselte, akik összesen 2 érmet szereztek.

## Érmesek
| Érem  | Versenyző   | Sportág   | Versenyszám      |
| ----- | ----------- | --------- | ---------------- |
| Ezüst | Yael Arad   | Cselgáncs | Női váltósúly    |
| Bronz | Oren Smadja | Cselgáncs | Férfi könnyűsúly |

## Atlétika
Férfi
| Versenyző       | Versenyszám | Előfutam | Előfutam | Előfutam | Elődöntő | Elődöntő | Elődöntő | Döntő   | Döntő    |
| Versenyző       | Versenyszám | Idő      | Hely.    | Össz.    | Idő      | Hely.    | Össz.    | Idő     | Helyezés |
| --------------- | ----------- | -------- | -------- | -------- | -------- | -------- | -------- | ------- | -------- |
| Aleksey Bazarov | 400 m gát   | 50,33    | 5.       | 31.      | kiesett  | kiesett  | kiesett  | kiesett | kiesett  |

| Versenyző     | Versenyszám   | Selejtező | Selejtező | Döntő    | Döntő    |
| Versenyző     | Versenyszám   | Eredmény  | Helyezés  | Eredmény | Helyezés |
| ------------- | ------------- | --------- | --------- | -------- | -------- |
| Danny Krasnov | Rúdugrás      | 560 cm    | 3.        | 540 cm   | 8.       |
| Rogel Nachum  | Hármasugrás   | 16,23 m   | 24.       | kiesett  | kiesett  |
| Vadim Bavikin | Gerelyhajítás | 73,88 m   | 24.       | kiesett  | kiesett  |

## Birkózás
Kötöttfogású
| Versenyző            | Versenyszám | Csoportkör                                                                                 | Csoportkör | Helyosztók        | Helyosztók        | Helyosztók        | Bronz- mérkőzés   | Döntő             | Helyezés    |
| Versenyző            | Versenyszám | Csoportkör                                                                                 | Csoportkör | 9. helyért        | 7. helyért        | 5. helyért        | Bronz- mérkőzés   | Döntő             | Helyezés    |
| Versenyző            | Versenyszám | Ellenfél Eredmény                                                                          | Hely.      | Ellenfél Eredmény | Ellenfél Eredmény | Ellenfél Eredmény | Ellenfél Eredmény | Ellenfél Eredmény | Helyezés    |
| -------------------- | ----------- | ------------------------------------------------------------------------------------------ | ---------- | ----------------- | ----------------- | ----------------- | ----------------- | ----------------- | ----------- |
| Nik Zagranitchni     | 48 kg       | A csoport · Ömer Elmas (TUR) · 10-8 · Mark Fuller (USA) · 1-2 · Wilber Sánchez (CUB) · 0-4 | 6.         | kiesett           | kiesett           | kiesett           | kiesett           | kiesett           | helyezetlen |
| Alexander Davidovich | 62 kg       | A csoport · Szergej Martinov (EUN) · 1-8 · Nisigucsi Sigeki (JPN) · 0-2                    | 10.        | kiesett           | kiesett           | kiesett           | kiesett           | kiesett           | helyezetlen |
| Matvai Baranov       | 68 kg       | B csoport · Sztojan Sztojanov (BUL) · 0-2 · Rodney Smith (USA) · 0-4 (kétvállas)           | 7.         | kiesett           | kiesett           | kiesett           | kiesett           | kiesett           | helyezetlen |

Szabadfogású
| Versenyző     | Versenyszám | Csoportkör                                                                                   | Csoportkör | Helyosztók        | Helyosztók        | Helyosztók        | Bronz- mérkőzés   | Döntő             | Helyezés    |
| Versenyző     | Versenyszám | Csoportkör                                                                                   | Csoportkör | 9. helyért        | 7. helyért        | 5. helyért        | Bronz- mérkőzés   | Döntő             | Helyezés    |
| Versenyző     | Versenyszám | Ellenfél Eredmény                                                                            | Hely.      | Ellenfél Eredmény | Ellenfél Eredmény | Ellenfél Eredmény | Ellenfél Eredmény | Ellenfél Eredmény | Helyezés    |
| ------------- | ----------- | -------------------------------------------------------------------------------------------- | ---------- | ----------------- | ----------------- | ----------------- | ----------------- | ----------------- | ----------- |
| Maksim Geller | 68 kg       | A csoport · Jesús Rodríguez (CUB) · 2-1 · Fatih Özbaş (TUR) · 0-2 · Elekes Endre (HUN) · DQ2 | 6.         | kiesett           | kiesett           | kiesett           | kiesett           | kiesett           | helyezetlen |

DQ2 - passzivitás miatt mind két versenyzőt kizárták

## Cselgáncs
Férfi
| Versenyző          | Versenyszám  | Selejtező         | 32-es főtábla                          | Nyolcaddöntő                     | Negyeddöntő                 | Elődöntő          | Vigaszág első kör | Vigaszág nyolcaddöntő           | Vigaszág negyeddöntő            | Vigaszág elődöntő                     | Bronz- mérkőzés               | Döntő             | Helyezés |
| Versenyző          | Versenyszám  | Ellenfél Eredmény | Ellenfél Eredmény                      | Ellenfél Eredmény                | Ellenfél Eredmény           | Ellenfél Eredmény | Ellenfél Eredmény | Ellenfél Eredmény               | Ellenfél Eredmény               | Ellenfél Eredmény                     | Ellenfél Eredmény             | Ellenfél Eredmény | Helyezés |
| ------------------ | ------------ | ----------------- | -------------------------------------- | -------------------------------- | --------------------------- | ----------------- | ----------------- | ------------------------------- | ------------------------------- | ------------------------------------- | ----------------------------- | ----------------- | -------- |
| Amit Lang          | Légsúly      | erőnyerő          | Yun Hyeon (KOR) · 0000-0001            |                                  |                             |                   |                   | Willis García (VEN) · 0000-1000 | kiesett                         | kiesett                               | kiesett                       |                   | 13.      |
| Oren Smadja        | Könnyűsúly   | erőnyerő          | Alaoui Mohamed Taher (DJI) · 1000-0000 | William Cusack (GBR) · 1000-0000 | Jeong Hun (KOR) · 0000-1000 |                   |                   |                                 | Massimo Sulli (ITA) · 1000-0000 | Khaliuny Boldbaatar (MGL) · 1000-0000 | Stefan Dott (GER) · 1000-0000 |                   |          |
| Simon Magalashvili | Félnehézsúly | erőnyerő          | Luigi Guido (ITA) · 0000-1000          | kiesett                          | kiesett                     | kiesett           |                   |                                 |                                 |                                       |                               |                   | 21.      |

Női
| Versenyző | Versenyszám | Selejtező         | Nyolcaddöntő                   | Negyeddöntő                            | Elődöntő                          | Vigaszág nyolcaddöntő | Vigaszág negyeddöntő | Vigaszág elődöntő | Bronz- mérkőzés   | Döntő                              | Helyezés |
| Versenyző | Versenyszám | Ellenfél Eredmény | Ellenfél Eredmény              | Ellenfél Eredmény                      | Ellenfél Eredmény                 | Ellenfél Eredmény     | Ellenfél Eredmény    | Ellenfél Eredmény | Ellenfél Eredmény | Ellenfél Eredmény                  | Helyezés |
| --------- | ----------- | ----------------- | ------------------------------ | -------------------------------------- | --------------------------------- | --------------------- | -------------------- | ----------------- | ----------------- | ---------------------------------- | -------- |
| Yael Arad | Váltósúly   | erőnyerő          | Begoña Gómez (ESP) · 0100-0000 | Miroslava Jánošíková (TCH) · 0100-0000 | Frauke Eickhoff (GER) · 1100-0000 |                       |                      |                   |                   | Cathérine Fleury (FRA) · 0000-0010 |          |

## Sportlövészet
Férfi
| Versenyző     | Versenyszám           | Selejtező | Selejtező | Döntő   | Döntő    |
| Versenyző     | Versenyszám           | Pont      | Helyezés  | Pont    | Helyezés |
| ------------- | --------------------- | --------- | --------- | ------- | -------- |
| Menachem Ilan | Sportpuska, fekvő     | 590       | 39.**     | kiesett | kiesett  |
| Menachem Ilan | Sportpuska, összetett | 1132      | 41.       | kiesett | kiesett  |
| Eduard Elyav  | Futócéllövészet       | 564       | 15.*      | kiesett | kiesett  |

Női
| Versenyző        | Versenyszám   | Selejtező | Selejtező | Döntő   | Döntő    |
| Versenyző        | Versenyszám   | Pont      | Helyezés  | Pont    | Helyezés |
| ---------------- | ------------- | --------- | --------- | ------- | -------- |
| Jelena Tripolski | Légpisztoly   | 372       | 37.*      | kiesett | kiesett  |
| Jelena Tripolski | Sportpisztoly | 573       | 21.**     | kiesett | kiesett  |

* - egy másik versenyzővel azonos eredményt ért el

** - két másik versenyzővel azonos eredményt ért el

## Súlyemelés
| Versenyző        | Versenyszám | Szakítás | Szakítás | Lökés    | Lökés    | Összesen | Helyezés |
| Versenyző        | Versenyszám | Eredmény | Helyezés | Eredmény | Helyezés | Összesen | Helyezés |
| ---------------- | ----------- | -------- | -------- | -------- | -------- | -------- | -------- |
| Reuven Hadinatov | 60 kg       | 122,5    | 9.       | 145,0    | 18.*     | 267,5    | 15.      |
| Oleg Sadikov     | 75 kg       | 152,5    | 8.       | 180,0    | 15.      | 332,5    | 10.      |
| Andrei Denisov   | 100 kg      | 175,0    | 4.       | 202,5    | 9.       | 377,5    | 6.       |

* - egy másik versenyzővel azonos eredményt ért el

## Tenisz
Férfi
| Versenyző   | Versenyszám | 64-es főtábla                           | 32-es főtábla                     | Nyolcaddöntő      | Negyeddöntő       | Elődöntő          | Döntő             | Helyezés |
| Versenyző   | Versenyszám | Ellenfél Eredmény                       | Ellenfél Eredmény                 | Ellenfél Eredmény | Ellenfél Eredmény | Ellenfél Eredmény | Ellenfél Eredmény | Helyezés |
| ----------- | ----------- | --------------------------------------- | --------------------------------- | ----------------- | ----------------- | ----------------- | ----------------- | -------- |
| Gilad Bloom | Egyes       | Marián Vajda (TCH) · 7-6(9-7), 6-1, 6-0 | Jim Courier (USA) · 2-6, 0-6, 0-6 | kiesett           | kiesett           | kiesett           | kiesett           | 17.      |

## Torna
Férfi
| Versenyző  | Versenyszám      | Selejtező | Selejtező | Döntő    | Döntő    |
| Versenyző  | Versenyszám      | Pontszám  | Helyezés  | Pontszám | Helyezés |
| ---------- | ---------------- | --------- | --------- | -------- | -------- |
| Ron Kaplan | Talaj            | 19,100    | 36.       | kiesett  | kiesett  |
| Ron Kaplan | Ugrás            | 18,775    | 60.       | kiesett  | kiesett  |
| Ron Kaplan | Korlát           | 18,625    | 71.       | kiesett  | kiesett  |
| Ron Kaplan | Nyújtó           | 18,100    | 86.       | kiesett  | kiesett  |
| Ron Kaplan | Gyűrű            | 19,000    | 47.       | kiesett  | kiesett  |
| Ron Kaplan | Lólengés         | 18,650    | 63.       | kiesett  | kiesett  |
| Ron Kaplan | Egyéni összetett | 112,250   | 65.       | kiesett  | kiesett  |

## Úszás
Férfi
| Versenyző   | Versenyszám    | Előfutam         | Előfutam         | Előfutam         | Döntő   | Döntő   | Döntő   | Helyezés |
| Versenyző   | Versenyszám    | Idő              | Hely.            | Össz.            | Típus   | Idő     | Hely.   | Helyezés |
| ----------- | -------------- | ---------------- | ---------------- | ---------------- | ------- | ------- | ------- | -------- |
| Yoav Bruck  | 50 m gyors     | 23,72            | 6.               | 32.              | kiesett | kiesett | kiesett | kiesett  |
| Yoav Bruck  | 100 m gyors    | 51,46            | 5.               | 31.              | kiesett | kiesett | kiesett | kiesett  |
| Eran Groumi | 100 m hát      | 57,67            | 8.               | 28.              | kiesett | kiesett | kiesett | kiesett  |
| Eran Groumi | 200 m hát      | 2:07,91          | 7.               | 37.              | kiesett | kiesett | kiesett | kiesett  |
| Eran Groumi | 100 m pillangó | 55,18            | 2.*              | 20.*             | kiesett | kiesett | kiesett | kiesett  |
| Eran Groumi | 200 m vegyes   | nem állt rajthoz | nem állt rajthoz | nem állt rajthoz | kiesett | kiesett | kiesett | kiesett  |

Női
| Versenyző   | Versenyszám    | Előfutam | Előfutam | Előfutam | Döntő   | Döntő   | Döntő   | Helyezés |
| Versenyző   | Versenyszám    | Idő      | Hely.    | Össz.    | Típus   | Idő     | Hely.   | Helyezés |
| ----------- | -------------- | -------- | -------- | -------- | ------- | ------- | ------- | -------- |
| Keren Regal | 50 m gyors     | 27,93    | 1.       | 41.      | kiesett | kiesett | kiesett | kiesett  |
| Keren Regal | 200 m vegyes   | 2:27,85  | 7.       | 37.      | kiesett | kiesett | kiesett | kiesett  |
| Keren Regal | 400 m vegyes   | 5:07,97  | 6.       | 29.      | kiesett | kiesett | kiesett | kiesett  |
| Timea Toth  | 100 m pillangó | 1:03,18  | 4.       | 29.*     | kiesett | kiesett | kiesett | kiesett  |
| Timea Toth  | 200 m pillangó | 2:16,84  | 7.       | 20.      | kiesett | kiesett | kiesett | kiesett  |

* - egy másik versenyzővel azonos időt ért el

## Vitorlázás
Férfi
| Versenyző                | Versenyszám     | Futam | Futam | Futam | Futam | Futam   | Futam | Futam | Futam | Futam | Futam | Pontszám | Helyezés |
| Versenyző                | Versenyszám     | 1     | 2     | 3     | 4     | 5       | 6     | 7     | 8     | 9     | 10    | Pontszám | Helyezés |
| ------------------------ | --------------- | ----- | ----- | ----- | ----- | ------- | ----- | ----- | ----- | ----- | ----- | -------- | -------- |
| Amit Inbar               | Szörfvitorlázás | 10,0  | 11,7  | 11,7  | 20,0  | (51,0*) | 5,7   | 13,0  | 8,0   | 18,0  | 20,0  | 118,1    | 8.       |
| Shai Bachar Erez Shemesh | 470-es osztály  | 5,7   | 20,0  | 16,0  | 20,0  | (30,0)  | 8,0   | 21,0  |       |       |       | 90,7     | 9.       |

Nyílt
| Versenyző            | Versenyszám     | Futam | Futam  | Futam | Futam | Futam | Futam | Futam | Pontszám | Helyezés |
| Versenyző            | Versenyszám     | 1     | 2      | 3     | 4     | 5     | 6     | 7     | Pontszám | Helyezés |
| -------------------- | --------------- | ----- | ------ | ----- | ----- | ----- | ----- | ----- | -------- | -------- |
| Eldad Amir Yoel Sela | Repülő hollandi | 22,0  | (29,0) | 26,0  | 24,0  | 19,0  | 17,0  | 22,0  | 130,0    | 20.      |

* - nem ért célba

## Vívás
Női
| Versenyző                | Versenyszám | Csoportkör | Csoportkör | Selejtező         | 32-es főtábla                            | Egyenes ág a negyeddöntőért | Egyenes ág a negyeddöntőért | Vigaszág a negyeddöntőért            | Vigaszág a negyeddöntőért              | Vigaszág a negyeddöntőért | Vigaszág a negyeddöntőért | Negyeddöntő       | Elődöntő          | Döntő             | Helyezés |
| Versenyző                | Versenyszám | Csoportkör | Csoportkör | Selejtező         | 32-es főtábla                            | 1. kör                      | 2. kör                      | 1. kör                               | 2. kör                                 | 3. kör                    | 4. kör                    | Negyeddöntő       | Elődöntő          | Döntő             | Helyezés |
| Versenyző                | Versenyszám | Ellenfél Eredmény | Hely.      | Ellenfél Eredmény | Ellenfél Eredmény                        | Ellenfél Eredmény           | Ellenfél Eredmény           | Ellenfél Eredmény                    | Ellenfél Eredmény                      | Ellenfél Eredmény         | Ellenfél Eredmény         | Ellenfél Eredmény | Ellenfél Eredmény | Ellenfél Eredmény | Helyezés |
| ------------------------ | ----------- | --- | ---------- | ----------------- | ---------------------------------------- | --------------------------- | --------------------------- | ------------------------------------ | -------------------------------------- | ------------------------- | ------------------------- | ----------------- | ----------------- | ----------------- | -------- |
| Lydia Czuckermann-Hatuel | Tőr, egyéni | 7. csoport · Hsziao Aj-hua (Xiao Aihua) (CHN) · 3-5 · Mincza Ildikó (HUN) · 5-3 · Annette Dobmeier (GER) · 5-4 · Renée Aubin (CAN) · 5-3 · Fiona McIntosh (GBR) · 4-5 | 3.         | erőnyerő          | Elisabeta Guzganu-Tufan (ROU) · 0-5, 2-5 |                             |                             | Jelena Glikina (EUN) · 6-5, 1-5, 5-3 | Zita-Eva Funkenhauser (GER) · 1-5, 3-5 | kiesett                   | kiesett                   | kiesett           | kiesett           | kiesett           | 23.      |